# Ichneumon nyassae
Ichneumon nyassae är en stekelart som beskrevs av Heinrich 1967. Ichneumon nyassae ingår i släktet Ichneumon och familjen brokparasitsteklar. Inga underarter finns listade i Catalogue of Life.